# Эджкамб, Эрнест, 3-й граф Маунт-Эджкамб
Эрнест Август Эджкамб, 3-й граф Маунт-Эджкамб (англ. Ernest Edgcumbe, 3rd Earl of Mount Edgcumbe; 23 марта 1797 — 3 сентября 1861) — британский пэр и политик. С 1818 по 1839 год он носил титул учтивости — виконт Вэллеторт.

## Предыстория
Родился 23 марта 1797 года. Второй и старший выживший сын Ричарда Эджкамба, 2-го графа Маунт-Эджкамба (1764—1839), и леди Софии Хобарт (1768—1806), дочери Джона Хобарта, 2-го графа Бакингемшира. Он получил почетный титул виконта Валлеторта после смерти своего старшего брата Уильяма Эджкамба, виконта Вэллеторта, в 1818 году. Он получил образование в школе Хэрроу и Королевской военной академии в Сандхерсте.
В 1814 году Эрнест Эджкумб поступил в 1-й пехотный гвардейский полк в качестве прапорщика и лейтенанта и сражался в битве при Ватерлоо. Когда он стал наследником своего отца после смерти своего старшего брата Уильяма Эджкамба в 1818 году, он уволился с военной службы в 1819 году.

## Политическая карьера
Эрнест Эджкамб был возвращен в Палату общин Великобритании от Фоуи в 1819 году (сменив своего умершего старшего брата лорда Вэллеторта). Это место он занимал до 1826 года, а затем представлял в парламенте Лостуитил до 1830 года. В сентябре 1839 года он сменил своего отца в качестве 3-го графа Маунт-Эджкамба и вошел в Палату лордов.

## Семья
6 декабря 1831 года лорд Маунт-Эджкамб женился на Каролине Августе Филдинг (1808 — 2 ноября 1881), дочери контр-адмирала Чарльза Филдинга (1780—1837) и леди Элизабет Тереза Фокс-Стрэнджуэйс (? — 1846). Она была сводной сестрой Генри Фокса Талбота. У супругов было трое детей:
- Уильям Генри Эджкамб, 4-й граф Маунт-Эджкамб (5 ноября 1833 — 25 сентября 1917), старший сын и преемник отца
- Подполковник достопочтенный Чарльз Эрнест Эджкамб (1839 — 14 сентября 1915)
- Леди Эрнестина Эмма Горация Эджкамб (1843 — 20 мая 1925)

Эрнест Эджкамб умер в сентябре 1861 года в возрасте 64 лет, и графство унаследовал его старший сын Уильям. Леди Маунт-Эджкамб пережила его на 20 лет и умерла в ноябре 1881 года.